# Escaque (instrumento)
El escaque (también llamado esaquier, esaque, eschaquer, exiquier o exequier) es un instrumento musical de cuerda pulsada muy poco conocido, cuyas primeras referencias datan del siglo XIV. Se cree originario de Inglaterra y se trata de un pequeño clave vertical, similar a un órgano de mano, que disponía de un par hileras de teclas cuadrangulares. Algunos autores lo han identificado como un instrumento de similares características al dulcemelos descrito por Henri Arnault de Zwolle (es decir, un antepasado del clavicordio y, por tanto, un instrumento que no es de cuerda pulsada, sino percutida); no obstante, es del todo probable que fuera un clave, de mayor sonoridad, puesto que varias fuentes de la época coinciden en señalar que el escaque era utilizado para suministrar música a danzas ejecutadas en grandes salas.
Su nombre tiene origen en la especial construcción del instrumento, en forma de tablero de ajedrez. Al parecer, el término entró en el léxico español a través del gallego antiguo eschaquel, que a su vez procede del francés antiguo eschaquier ('tablero de ajedrez').